# A. Vichy (aviron)
Pour les articles homonymes, voir Vichy.
A. Vichy  était un rameur français des années 1860-1870.

## Biographie
Il est reconnu comme étant l'un des tout premiers sportifs français de sa spécialité (concomitamment avec les succès en skiff de Reginald Gesling à partir de 1868,).
Sa carrière en compétition s'étale entre 1867 (année des régates internationales de l'Exposition Universelle organisées par le Rowing-Club) et 1877. 
Il fit notamment partie du fameux Quatre yole gigue Miss Aurore, avec Gatin, Duris et Georges, qui remporta 139 premiers prix en 1869.
Il fut ensuite le Président d'Honneur du Rowing-Club de Paris, alors qu'il était établi comme commerçant en tissus dans la Cité Rougemont (9e arrondissement de Paris).
En 1891, le Rowing-Club se dota d'un magnifique club-house (voir photo), et grâce au capitaine d'entraînement A. Vichy, le club remporta le plus grand nombre de premiers prix des sociétés françaises durant le début des années 1890.